# Spurius Larcius Rufus Flavus
Pour les articles homonymes, voir Larcius.
Spurius Larcius Rufus Flavus est un des premiers consuls de la République romaine,. Comme la plus grande partie des hommes et des institutions de cette époque romaine, la réalité de son existence historique et de ses actions n'est pas certaine, les sources lacunaires présentent par ailleurs des récits et des traditions considérablement réécrits et déformés.

## Famille
Spurius Larcius est un membre de la gens patricienne des Larcii. Il est peut-être le frère de Titus Larcius Flavus, consul en 501 et 498 av. J.-C. Il porte le cognomen de Rufus et peut-être celui de Flavus ou Flavius.

## Biographie selon la tradition

### La guerre contre les Étrusques
En 508 av. J.-C., alors que Porsenna tente de prendre Rome d'assaut, selon la tradition pour y rétablir Tarquin le Superbe, il commande avec Titus Herminius Aquilinus l'aile droite de l'armée romaine, face aux Tarquins,. Ils mettent en fuite l'aile opposée alors que le reste de l'armée romaine prend la fuite, à la suite des blessures reçues par les deux consuls. Il est, avec Horatius Coclès et Titus Herminius Aquilinus, un des derniers à résister aux Étrusques. Les Romains s'affairent alors à détruire le pont Sublicius, seul passage pour les assaillants pour prendre la ville, et les deux futurs consuls se retirent, en laissant seul Horatius Coclès, qui réussit ensuite à rejoindre la ville à la nage, devenant ainsi un héros,.

Déroulement de la bataille entre les Étrusques de Porsenna et les Romains.
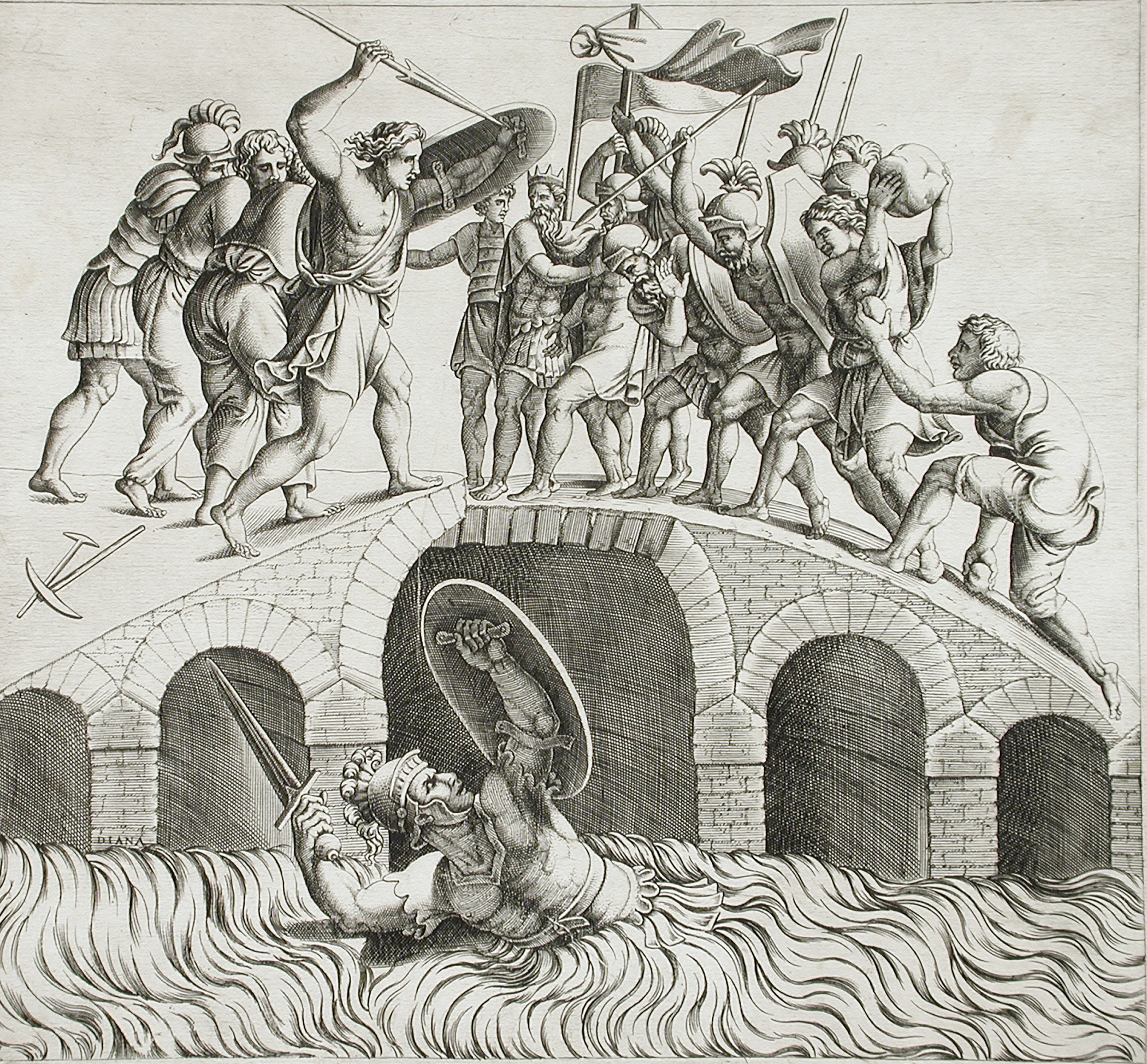
Horatius Coclès revient à la nage vers Rome après avoir défendu l'accès au pont Sublicius, gravure du XVIe siècle.

Il est envoyé comme ambassadeur avec Titus Herminius Aquilinus chercher des vivres dans la plaine pontine alors que Rome est assiégée par Porsenna. Ils réussissent à tromper la vigilance des ennemis et à rapporter du grain à Rome, donnant un nouveau sursis aux habitants.
Le consul Publius Valerius Publicola prépare une embuscade pour mettre fin au pillage, en 507 av. J.-C. Il ordonne au peuple de Rome de pousser leurs troupeaux hors de la ville, attirant ainsi l'ennemi. Il défait une partie des troupes adverses, avec l'aide de son ancien collègue Titus Lucretius Tricipitinus et de Titus Herminius Aquilinus. Flavius participe à cette embuscade, coupant la retraite aux ennemis. Cette victoire met fin aux pillages incessants des Étrusques.

### Premier consulat
Il est élu consul aux côtés de Titus Herminius Aquilinus en 506 av. J.-C., année où Porsenna décide de se retirer, impressionné par les exploits des Romains, et conclut une paix durable avec la République romaine,.

### Deuxième consulat
En 490 av. J.-C., il est à nouveau élu consul, avec Quintus Sulpicius Camerinus Cornutus.
Denys d'Halicarnasse situe l'épisode de Latinius cette année-là. Selon la légende, Jupiter serait apparu plusieurs fois en songe à Titus Latinius, simple plébéien, pour protester contre un incident survenu durant les Ludi magni, organisés peu avant. Lors des jeux, un chef de famille a traversé le Circus Flaminius avant l'entrée de la procession pour amener un de ses esclaves au supplice,. Ces avertissements sont d'abord ignorés par Latinius, provoquant le courroux de Jupiter qui le frappe de paralysie et fait tuer son fils. Titus Larcinius guérit miraculeusement de la paralysie lorsqu'il se décide enfin à prévenir les consuls,. Tite-Live fait remonter l'épisode à l'année précédente,.

### Fin de carrière
En 488 av. J.-C., Flavus fait partie des consulaires envoyés comme ambassadeurs auprès de Coriolan,.
En 487 av. J.-C., Flavus est nommé préfet de la ville (Praefectus Urbi) alors que les consuls Caius Aquillius Tuscus et Titus Sicinius Sabinus ont été envoyés par le Sénat en campagne respectivement contre les Volsques et les Herniques.
En 482 av. J.-C., il est le second interroi après Aulus Sempronius Atratinus. Il réunit les comices centuriates et mène les élections à leur terme,.

### Auteurs antiques
- Denys d'Halicarnasse, Antiquités romaines [détail des éditions] [lire en ligne], livre V
- Tite-Live, Histoire romaine [détail des éditions] [lire en ligne], livre II

### Auteurs modernes
- (de) Georg Wissowa (dir.), Paulys Realencyclopädie der classischen Altertumswissenschaft (lire en ligne)
- (en) T. Robert S. Broughton, The Magistrates of the Roman Republic : Volume I, 509 B.C. - 100 B.C., New York, The American Philological Association, coll. « Philological Monographs, number XV, volume I », 1951, 578 p.
- (en) Henrik Mouritsen, Maggie Robb (dir.), « Digital Prosopography of the Roman Republic », King’s College London